# 요봉층

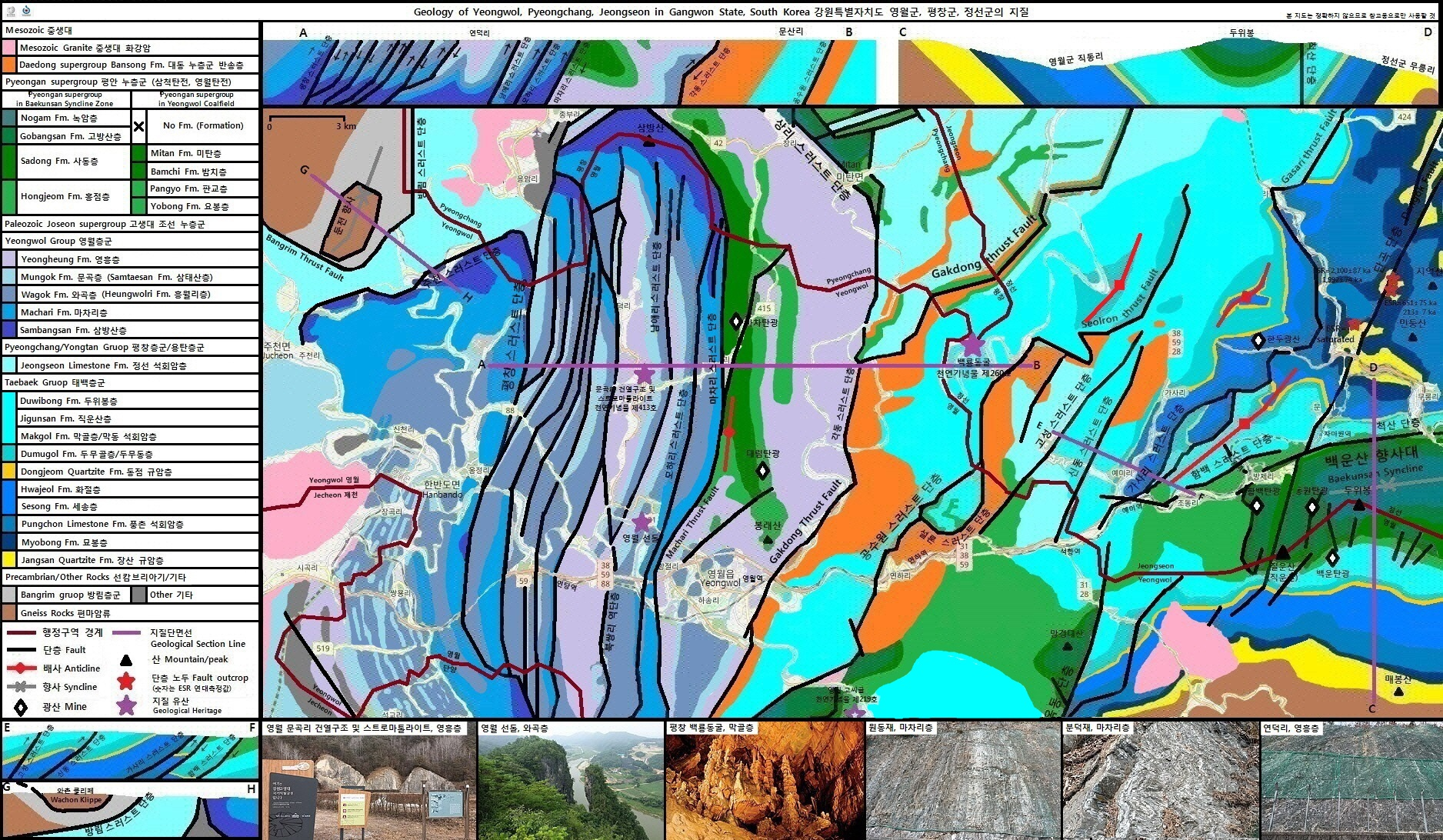
영월탄전(그림 중앙 각동 단층 북서부, 마차리 스러스트 단층 동측) 지역의 평안 누층군

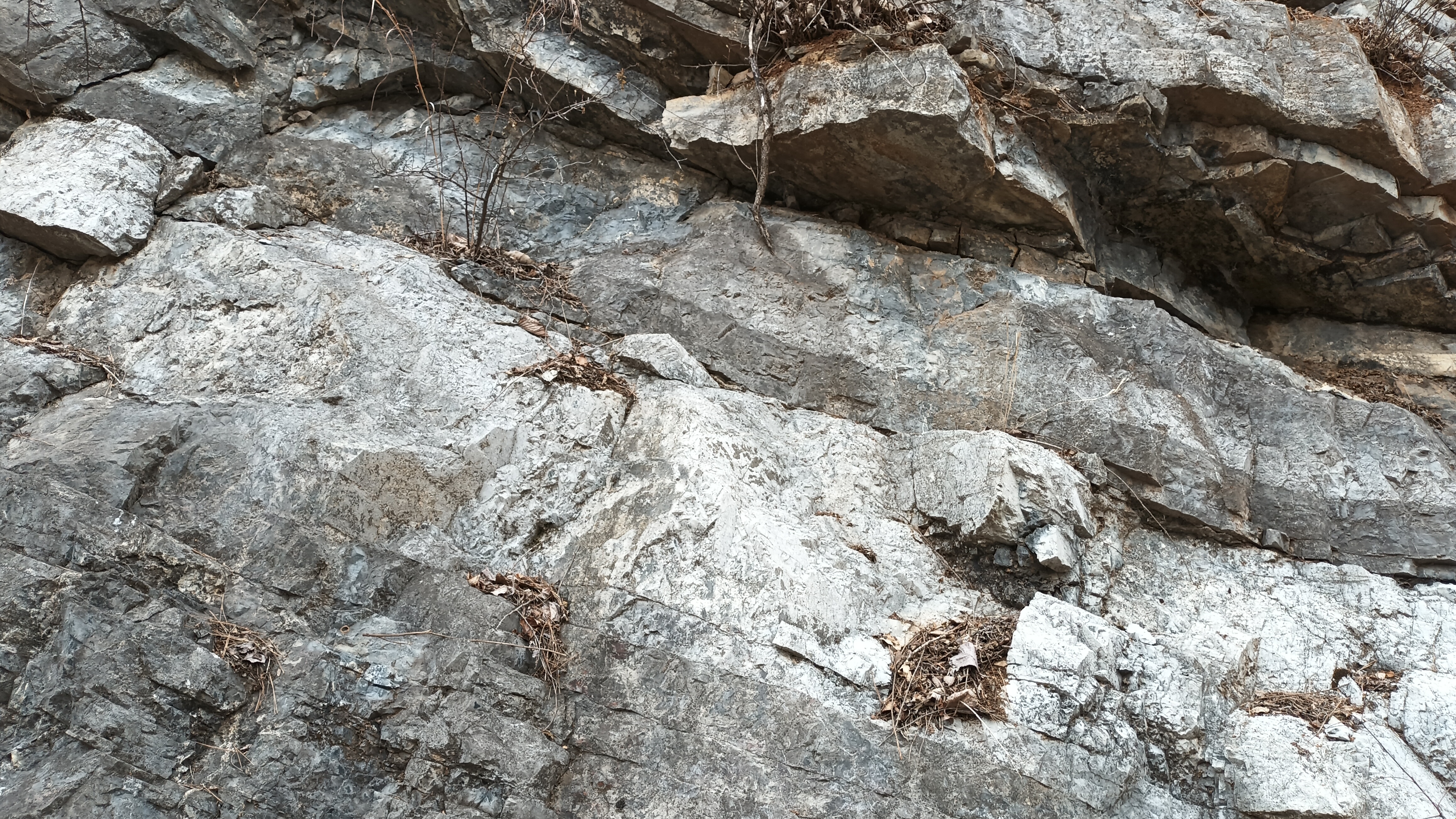
평안 누층군 요봉층, 영월군 영월읍 영흥리 분덕재 도로변

요봉층(Cy; Carboniferous Yobong formation, 要峯層)은 대한민국 태백산분지 내 강원특별자치도 영월탄전에 분포하는 평안 누층군의 최하부 지층이다. 이 지층은 삼척탄전, 강릉탄전, 단양탄전 지역의 평안 누층군 만항층에 대비된다. 과거 홍점층이라 불린 이 지층에는 품질이 좋은 석회암 지층이 있다.

## 개요
영월군 영월읍 삼옥리와 영흥리 (봉래산 산정부 포함) 일부 지역, 북면 마차리의 영월탄전 사동층 주변 영월탄전 지역에 분포한다. 요봉층의 이름은 영월군 북면 마차리 중앙의 골요봉에 위치한 요봉 마을에서 유래되었다. 요봉층은 주로 자색과 녹회색의 셰일과 사암으로 되어 있어 흑색 셰일을 주로 하는 상위의 사동층과 구별되며, 여러 매의 석회암이 렌즈상으로 협재되어 있다. 요봉 부근에는 요봉층 하부에 800 m 정도만 연장되는 기저 역암이 20 m 두께로 협재되어 있다. 이 역암층은 다른 지역에서는 확인되지 않으며 원마도가 좋은 역은 대부분 규암이고 드물게 셰일이 있다. 
요봉층에 협재되는 석회암층은 요봉에서 11매, 마차리 남동부 절골 계곡에서 5매가 확인되었으며 홍점층은 측방 변화가 심해 최하부의 것을 제외한 석회암층은 연장을 추적하기 어렵다. 요봉층은 삼척탄전의 만항층과 대비될 수 있지만 요봉층의 상한이 만항층과 완전 일치하지는 않아 정창희(1969)는 요봉층을 설정하였다. 영월읍 영흥리-삼옥리 일대에서는 조선 누층군 영흥층을 부정합으로 덮으며, 상부의 판교층(구 사동층)과는 정합 관계이다. 이 지역에서 요봉층의 하부는 적색 내지 담갈색의 사암과 역암 호층대, 적색 또는 담녹색의 셰일과 담녹색의 중립 사암 호층대로, 중부는 약 30 m 두께의 담회색 석회암층인 요봉석회암층으로, 상부는 적자색 내지 담녹색의 셰일과 담녹색의 중립 사암 및 담회색 석회암 호층대로 구성된다. 이 층의 상한은 요봉층 상부의 적색 셰일 또는 백색 내지 담회색의 석회암층과 판교층 하부의 회색 중립 사암이 접하는 층준이다. 요봉층의 사암의 구성 입자는 대부분 석영 입자들이며 이들의 원마도는 양호하다. 요봉층의 전체 두께는 약 110 m이다. 요봉층 상부에는 석탄기 모스코비안을 지시하는 방추충(푸줄리나)의 화석이 발견된다., 남부에서는 판교층(사동층)과 요봉층(홍점층)이 조선 누층군 마차리층과 단층으로 접하여 있다.

## 요봉석회암층준
요봉석회암층준은 영월군 영월읍 영흥리의 발산(鉢山, 이 산 정상부에도 요봉층 분포)에서 1 km 정도 북쪽에 있는 물암골 마을 맞은편 구채석장으로부터 남-북으로 연속적으로 발달되어 있으며, 습곡과 단층 작용에 의해 실제 두께보다 두껍게 노출된다. 이 석회암층은 연속성이 좋아 건층(key bed)으로 이용된다. 또한 제천시의 가창산과 갑산 지역에 분포하는 갑산층의 30 m 두께의 석회암과 잘 대비되며, 요봉층의 석회암에서는 중기 석탄기의 모르완(Morrowan)과 아토칸(Atokan)조를 지시하는 방추충과 코노돈트가 풍부하게 산출된다.

## 화석
- 이창진(1984)은 영월탄전 지역 요봉층 하부 석회암에서 바쉬키르절(Bashkirian)을 지시하는 원시적인 방추충 화석 Eostaffella, Pseudostaffella, Ozawainella, Pseodowedekindellina을 발견하였다.[6]
- 이종덕(1985)은 영월군 북면 마차리와 율치리에 분포된 홍점층에 협재된 석회암에서 산출되는 코노돈트 미화석을 연구하였다. 이 지역의 홍점층은 주로 자색의 셰일과 사암, 녹회색의 셰일과 사암으로 구성되고 5~11매의 석회암층이 협재되며 암상의 측방 변화가 심하다. 평창군 미탄면 율치리의 홍점층 상부, 밤치 부근의 도로를 따라 나타나는 7개 층의 석회암, 대성광업소 채석장 부근, 마차리 마을 동쪽의 우목골과 그 남쪽의 절골 계곡, 삼옥리의 대림탄광 계곡 6개 단면의 44개 표품에서 805개체의 코노돈트 화석이 표품 1 kg당 평균 10개체의 비율로 산출되었다. 산출된 코노돈트 화석은 Adetognathus latutus, Declinognathodus lateralis, Gnathodus bilineatus, Gnathodus. sp., Gondolella bella, Gondolella sp. nov., Hibbardella (Roundya), Hindeodella delicatula, Hindeodella cf. H. ibergensis, Hindeodella sp., Idiognathodus antiquus, Idiognathodus cf. claviformis, Idiognathodus delicatus, Idiognathodus incurvus, Idiognathodus magnificus, Idiognathodus parvus, Idiognathodus sinuosis, Idiognathodus sp., Idiognathodies noduliferus, Idiognathoides sinuatus, Idiognathoides sulcatus, Idiognathoides sp., Ligonodina roundyi, Ligonodina sp., Lonchodus implex, Lonchodus sp., Neognathodus bass. bass., Neognathodus bass. symm., Neognathodus roundyi, Neoprioniodus sp., Ozarcodina delicatula, Ozarcodina sp., Spathognathodus campbelli, Spathognathodus coroladoensis, Spathognathodus minutus, Spathognathodus sp., Streptognathodus expansus, Streptognathodus suberectus, Streptognathodus sp. 등 15속 31종으로 분류되었다. 이에 따라 홍점층의 화석군은 크게 하부의 Idiognathoides 화석대와 상부의 Idiognathodus 화석대로 구분되며 이는 각각 Idiognathoides sinuatus과 Idiognathoides sulcatus 아대(亞帶; Subzone) 그리고 Idiognathodus sinuosis와 Idiognathodus delicatus 아대로 세분되어 전체적으로는 4개 화석대로 구분된다. 미국, 유럽 지역 지층과의 대비를 통해 홍점층의 지질시대의 하한은 바쉬키르절(Bashkirian 또는 Morrowan) 기저이며 상한은 모스코비안 중부(Moscovian 또는 Desmoinesian 중상부)에 대비된다.[2]
- 이창진(1986)은 영월탄전 요봉계곡에 분포하는 홍점층 석회암에서 소형 방추충의 일종인 Schubertellidae을 발견하였다. 이 곳에서 기재된 Schubertellidae는 2속 6종으로 석탄기 모스코비안에서 산출되는 Schubertella gracilis znensis, S. lata elliptica, S. obscura, Fusiella praecusor, F. praecusor paraventricosa, F. praelancetiformis이다.[7]
- 이종덕 등(1994)은 영월탄전의 미탄-평창간 도로변과 대림탄광 계곡에 분포된 홍점층에서 코노돈트 미화석을 연구하였다. 코노돈트 화석의 층서적 분포에 의해 홍점층 하부에 Idiognathoides sinuatus-Idiognathoides sulcatus 화석대가, 중부에 Neognathodus 화석대가, 상부에 Idiognathoides delicatus 화석대가 확인되었다. 미국, 유럽 지역과의 대비를 통해 석탄기 펜실베이니아세 바쉬키르절(Bashkirian 또는 Morrowan/Atokan)에서 중상부 모스크바절(Moscovian 또는 Desmoinesian)에 대비된다.[8]
  - 대림탄광 단면 : 대림탄광은 영월읍 삼옥리 북서부의 송이골 계곡에 소재한다. 이곳에서는 Idiognathodus delicatus(최다 산출), Idiognathodus sp., Idiognathodus magnificus, Idiognathoides sinuatus, Idiognathoides sulcatus, Idiognathoides sp., Hindeodella multidenticulata, Hindeodella sp., Neognathodus bassieri, Neognathodus bothrops, Neognathodus medexultimus, Neognathodus roundyi, Neognathodus sp., Ozarkodina delicatula, Ozarkodina sp., Spathognathodus minutus, Streptognathodus oppietus, Diplognathodus indianensis, Diplognathodus orphanus 등의 코노돈트 화석이 산출되었으며 홍점층 하부와 상부 화석대가 확인되었다.
  - 평창-미탄 단면 : 개체수는 적으나 하부, 중부, 상부 화석대가 확인되었다. 홍점층의 Neognathodus 화석대는 모스크바절(Moscovian 또는 Desmoinesian) 하부에 대비된다.
- 강원도 영월읍 북부 속골 요봉층에서는 Idiognathoides sinuatus, Neognathodus bothrops, Neognathodus medexultimus, Idiognathodus delicatus, Streptognathodus sp., Hindeodus minutus 등의 코노돈트가 산출된다. 이들 코노돈트 화석군은 Neognathodus bothrops 생층서대에서 산출되는 코노돈트 화석군과 대비된다.[9]
- 이종덕, 박영숙(2003)은 영월 북부 분덕치에 60 m 두께로 드러난 홍점층 단면에서 153개체의 코노돈트 화석을 얻었으며 이는 6속 17종으로 분류되었다. 홍점층 표품 1kg 당 산출된 화석은 고작 6개체로 북미의 kg당 최고 5천 개나 한국의 kg당 30개체에 비해 매우 적은 양인데 이는 퇴적 환경의 차이로 해석된다. 산출된 코노돈트 화석은 Idiognathodus claviformis, Idiognathodus delicatus, Idiognathodus magnificus, Idiognathodus parvus, Idiognathodus sinuosis, Idiognathoides sulcatus, Hindeodella sp., Neognathodus bassieri, Neognathodus bothrops, Neognathodus dilatus, Neognathodus medexultimus, Neognathodus roundyi, Diplognathodus coloradoensis, Diplognathodus indianensis, Diplognathodus orphanus, Diplognathodus sp., Hindeodus minutus이다. 개체수가 적고 보존도 불량하지만 Idiognathoides sulcatus는 석탄기 펜실베이니아세 모르완(Bashkirian 또는 Morrowan/Atokan) 중하부를, Idiognathoides sinuosis는 모르완 상부에서 아토칸 중부, Neognathodus는 데스모이네시안(Desmoinesian) 상부를 지시한다.[10]
- 멧둔재 지역의 요봉층은 조선 누층군 영흥층을 부정합으로 덮으며 미탄층에 의하여 부정합적으로 덮힌다. 요봉층은 평창군 멧둔재 터널 일대와 멧둔재 구도로, 멧둔재 정상에서 동쪽으로 새로 개설한 임도를 따라 향사 습곡 구조의 양쪽 날개 부분에 분포한다. 요봉층의 상부는 주로 3~5 m 내외의 담회색 사암, 적자색 셰일및 담회색 내지 회백색 석회암의 호층대로 이루어져 있으며 일부 적색 셰일에는 연흔이 발달되어 있다. 요봉층의 석회암은 주로 렌즈상으로 발달되며 석회암에는 Adetognathus lautus, Declinognathodus lateralis, D. noduliferus, Diplognathodus ellesmerensis, D. coloradoensis, Hindeodus minutus, Idiognathoides sinuatus, Idiognathodus delicatus, I. magnificus, Neognathodus bothrops, N. medexultimus, Neogondorella clarki, Streptognathodus sp.등의 코노돈트 화석이 풍부하게 산출된다. 이들 코노돈트를 바탕으로 코노돈트 생층서는 Neognathodus bothrops Zone으로 지정하였으며 단양 지역에 분포하는 만항층과 태백 지역의 만항층에서 풍부하게 산출된다. 따라서 이 지역의 요봉층은 단양, 태백 지역의 만항층에 대비된다. 요봉층에서 산출되는 코노돈트는 북아메리카의 중기 석탄기 아토간조(Atokan stage)에서 널리 산출됨이 보고되었다. 따라서 이 지역의 요봉층의 지질 시대는 중기 석탄기의 아토칸조에 대비되는 것으로 판단된다. 또한 요봉층의 석회암에서는 여러 층준에 걸쳐 normal marine 환경을 지시하는 Idiognathodus와 Neognathodus등이 풍부하게 산출되고, 그 외에도 조하대와 조간대 환경을 지시하는 방추충, 유공충, 해백합 또한 산출되었으므로 이 지역의 요봉층이 퇴적될 당시의 환경은 육지에 가까운 천해(淺海)였을 것으로 판단된다.[11]

## 같이 보기
- 영월군의 지질 (영월탄전)
- 만항층
- 평안 누층군
- 조선 누층군
- 한국의 지질
- 영월군